# 1636: Кремлівські ігри
«1636: Кремлівські ігри» (англ. 1636: The Kremlin Games) — роман в жанрі альтернативної історії серії «1632», що написаний Горгом Гаффом і Полою Ґудлетт разом з Еріком Флінтом. Це четверта книга в серії, яка увійшла до списку бестселерів New York Times у твердій палітурці. Ця книга досягла 30 місця в списку NY Times протягом одного тижня в червні 2012 року. Окрім включення до списку бестселерів NY Times, «1636: Кремлівські ігри» також було включено до списку бестселерів Locus Hardcovers за вересень 2012 року під номером 6.

## Сюжет
Історія розповідає про Берні Зеппі, автомеханіка з Ґрантвіля, який подорожує на схід до Московії та допомагає запустити різноманітні ланцюжки подій, які призводять до фундаментального перевпорядкування московської історії та масового переходу від переважно аграрної економіки до більш індустріалізованої. Під час написання рецензії на «1636: Кремлівські ігри» рецензент SFRevu написав позитивну рецензію, заявивши, що книга «є ще однією побічною історією в триваючій сазі про Ґрантвіль» і що «дію продовжують персонажі, які не грали значну роль у попередніх частинах серії», а книга «дозволила фанатам долучитися до розробки». Рецензент San Francisco Book Review писав, що ця книга «видатна навіть у чудовій серії», і в ній є «війна, політичні інтриги, романтика [і] навіть автомобільні погоні». Midwest Book Review стверджує, що ця частина «є приємним трилером із чудовим ефектом другого порядку на Берні та росіян».
Продовження, «1637: Волзькі правила», було опубліковано у 2018 році.